# Рафал Лєщинський (мостиський староста)
Рафал Лещинський гербу Венява (повне ім'я — Рафал Анджей граф на Лешні (Лещні) Лещинський; 1650 — 31 січня 1703, Олесниця) — державний, військовий діяч Речі Посполитої. Граф Священної Римської імперії (титул отримав в 1473 році від імператора Фрідріха ІІІ його предок Рафал Лещинський з потомством), підскарбій великий коронний з 1702 р., староста генеральний великопольський і воєвода ленчицький з 1692, воєвода познанський з 1687, воєвода каліський з 1685, хорунжий великий коронний з 1683, крайчий великий коронний з 1678, стольник великий коронний з 1677, підстолій великий коронний з 1676, віце-маршалок Трибуналу Головного Коронного в 1680, староста всховський з 1671, мостиський, одолянувський і дубенський. Представник шляхетсько-магнатського роду Лещинських гербу Венява, батько короля Польського та Великого князя Литовського Станіслава Лещинського.

## Життєпис
Був сином коронного підканцлера Богуслава Лещинського та його першої дружини княжни Анни з Денгоффів. З 1676 року за сприяння свого тестя Станіслава Яна Яблоновського — великий коронний підстолій. З 3 жовтня 1677 року — стольник, з 1678 року — великий коронний підскарбій. Маршалок Сейму Речі Посполитої, хорунжий великий коронний 1683 року. 30 січня 1692 року призначений старостою генеральним великопольським. В день смерті короля Яна ІІІ Собеського був при ньому у Вілянуві, наступного дня з королевою, двома молодшими королевичами прибули до королевича Якуба, який не пустив їх до замку. На коронації Августа ІІ ніс «королівське яблуко».
Був послом у Туреччині, залишив рукопис: «Dyaryjusz poselstwa do Turcyi, w roku 1699 odbytego», що зберігається в Санкт-Петербурзькій публічній бібліотеці. Написав історичну поему «Chocim». Був красномовним оратором.
Продавши кілька сіл, покрив успадковані борги батька. Багато маєтків продав за суму близько півтора мільйона золотих, через це позбувся спадкових прав, зокрема, на Баранув-Сандомирський, Берестечко. Тримав староства, зокрема, Мостиське (1678 року), Новодворське (1698—1700), Корсуньське. Володів замком у Барануві-Сандомирському — пізньоренесансовою будівлею, яку ще називають Малим Вавелем.
Помер на пописі в Олесниці, були чутки про його отруєння кухарем. Тіло поховали в костелі Лешна, серце — у костелі єзуїтів у Познані, нутрощі — у Клодаві.

### Сім'я
Дружина — донька Станіслава Яна Яблоновського Анна (1660 — 29 серпня 1727, Шамбо). Шлюб відбувся в Кракові 15 лютого 1676 року. В 1701 році заборонив євреям торгувати в Лешно. 